# Max Lange
Max Lange (7. srpna 1832, Magdeburg – 8. prosince 1899, Lipsko) byl německý šachový mistr, novinář, teoretik, organizátor a skladatel. Vyhrál německé regionální turnaje v Düsseldorfu v letech 1862, 1863 a 1864. Roku 1868 dosáhl v Cáchách stejného počtu bodů jako Adolf Anderssen a ve finále nad ním zvítězil 1:0. První byl rovněž v Hamburku téhož roku, když ve finále porazil svého krajana Adolfa Schliemanna (1817–1872) 1:0.
V letech 1858 až 1864 byl Lange redaktorem časopisu Deutsche Schachzeitung. Napsal řadu knih, z nichž vyniká Lehrbuch des Schachspiel (1856, Učebnice šachu) a především Handbuch der Schachaufgaben (1862, Příručka šachových úloh), první pokus o obecnou teorii kompozičního šachu.
Lange byl druhým prezidentem Německého šachového svazu (Deutschen Schachbundes) a pomáhal organizovat jeho devátý kongres roku 1894.
Jako útok Maxe Langa je označována varianta 1.e4 e5 2.Jf3 Jc6 3.Sc4 Jf6 4.d4 exd4 5.O–O Sc5 6.e5 ve hře dvou jezdců v obraně.